# Fall in Love With Me
Fall in Love with Me är en singel av R&B/funk band Earth, Wind & Fire, släppt i november 1982 på Columbia. Singeln nådde nr 4 i USA  Billboard  'Hot R&B Singles och nr 17 i USA Billboard Hot 100 diagrampositioner. Fall in Love With Me nådde också nummer 11 Sverigetopplistan singeldiagram.

## Kritisk mottagning
Fall In Love With Me var Grammy nominerad i kategorin bästa R & B-sångprestanda av A Duo eller grupp.